# Luzerne (Pennsilvània)
Luzerne és una població dels Estats Units a l'estat de Pennsilvània. Segons el cens del 2000 tenia 2.952 habitants.

## Demografia
Segons el cens del 2000, Luzerne tenia 2.952 habitants, 1.410 habitatges, i 767 famílies. La densitat de població era de 1.651,8 habitants/km².
Dels 1.410 habitatges en un 20,2% hi vivien nens de menys de 18 anys, en un 38,7% hi vivien parelles casades, en un 11% dones solteres, i en un 45,6% no eren unitats familiars. En el 40,9% dels habitatges hi vivien persones soles el 21% de les quals corresponia a persones de 65 anys o més que vivien soles. El nombre mitjà de persones vivint en cada habitatge era de 2,09 i el nombre mitjà de persones que vivien en cada família era de 2,87.
Per edats la població es repartia de la següent manera: un 17,6% tenia menys de 18 anys, un 7,3% entre 18 i 24, un 28,7% entre 25 i 44, un 22,5% de 45 a 60 i un 23,9% 65 anys o més.
L'edat mediana era de 43 anys. Per cada 100 dones de 18 o més anys hi havia 86,6 homes.
La renda mediana per habitatge era de 27.614 $ i la renda mediana per família de 37.730 $. Els homes tenien una renda mediana de 27.054 $ mentre que les dones 21.250 $. La renda per capita de la població era de 16.217 $. Entorn del 6,8% de les famílies i l'11,4% de la població estaven per davall del llindar de pobresa.

## Poblacions més properes
El següent diagrama mostra les poblacions més properes.